# Hyundai i30
O i30 é um modelo compacto (segmento C) da Hyundai, fabricado na Coreia, já é oferecido ao mercado desde abril de 2009. Concorre com os modernos Citroën C4, Peugeot 308 (Carro do ano na Europa 2014), Citroën C4 Lounge (CAR Awards 2014), Fiat Bravo, Ford Focus e Renault Mégane. É importado e revendido pelo grupo Caoa. Na Europa o modelo é fabricado na República Checa, na fábrica Hyundai Motor Manufacturing Czech, na cidade de Nošovice.
No Brasil, os itens de série são: Rodas de Liga Leve aro 17 polegadas, rádio AM/FM MP3 com entradas USB auxiliar e para iPod com controles no volante (com 4 autofalantes e 2 twitters), porta-luvas refrigerado, Auto Cruise Control (piloto automático), computador de bordo, air bag duplo frontal, sensor crepuscular e de chuva com regulagem automática das paletas, farol de neblina, retrovisores externos elétricos com aquecimento para desembaçamento, freios ABS com EBD. Todas as versões possuem pontuação máxima no programa NHTSA, com 18 itens de segurança (ABS, airbags, encostos de cabeça ativos, sistema ISO FIX para cadeiras infantis, travas de segurança nas portas traseiras, célula de sobrevivência, coluna de direção retrátil, barras de proteção laterais, entre outros).
Conta com um motor 2.0 16V DOHC CVVT de 145 cv de potência, cabeçotes de alumínio e sistema de Injeção MPFI.
Na Europa o modelo apresenta 3 versões distintas, sendo elas o i30 hatchback, a perua i30 Kombi e o modelo esportivo i30 Fastback. A motorização é distinta da disponível no Brasil, sendo disponíveis motores 1.0 turbo, 1.4 e 1.4 turbo, todos eles de 6 marchas e à gasolina, bem como motor diesel 1.6 de 6 marchas.
O veículo encontra-se atualmente na posição 41 de carros emplacados na Alemanha, havendo sido emplacadas 21.473 unidades de janeiro a dezembro de 2016 e 22.460 unidades em 2017, um aumento de 4,6% em relação ao ano anterior.
O modelo atualmente enfrenta investigações sobre possíveis propagandas enganosas.
A importação do modelo para o Brasil teve início em 2009 e encerramento em 2017.

## Galeria
- Primeira geração (2007-presente)
- Segunda geração (2011-presente)
- Terceira geração (2017-presente)